# José Gamir y Maladen
José Gamir y Maladen, también a menudo conocido como Maladén o Maladeñ (Madrid, 23 de agosto de 1835 - San Juan de Puerto Rico, 18 de enero de 1896), fue un militar español, gobernador de Puerto Rico y capitán general de las Islas Baleares.
Pertenecía a una familia de militares. Era hijo del teniente coronel Joaquín Gamir Mata (1789) y de Ana Maladeny i González de Alvaredo. Sus hermanos, Sabino y Eduardo, también siguieron la carrera militar. Fue ascendido a subteniente en 1853 y a teniente de Estado Mayor en 1859. Participó en la guerra de África, gracias a la cual fue condecorado y ascendió a capitán después de la batalla de Wad Ras. En 1866 participó en la represión de la revuelta de Villarejo de Salvanés y fue ascendido a comandante. Ascendió a teniente coronel en 1868 y a coronel en 1872, participando en las principales campañas de la tercera guerra carlista.
De 1877 a 1881 fue segundo jefe de la Capitanía General de Puerto Rico, por lo que de manera interina fue gobernador de Puerto Rico en 1878. De 1882 a 1885 fue ayudante de Campo de Su Majestad el Rey y luego gobernador militar de Málaga. En 1886 fue ascendido a general de división y nombrado gobernador militar del Campo de Gibraltar, donde conocería al inventor Antonio Meulener Verdeguer, el cual sería su ayudante.
En febrero de 1892 fue ascendido a teniente general y nombrado Capitán General de las Islas Baleares, y luego nombrado Capitán General del País Vasco. En mayo de 1895 fue nuevamente nombrado gobernador de Puerto Rico. Falleció en el cargo en enero de 1896.